# Soignébougou
Soignébougou is een gemeente (commune) in de regio Ségou in Mali. De gemeente telt 3100 inwoners (2009).
De gemeente bestaat uit de volgende plaatsen:
- Banantomo
- Bounoubougoula
- Djéguè
- Dougoutiguibougou
- Fabougou
- Moribougou
- N'Djébougou
- Soignébougou